# Peter Metz (Chemiker)
Peter Metz (* 23. Dezember 1953 in Wuppertal) ist ein deutscher Chemiker. Er ist Professor im Ruhestand für Organische Chemie an der TU Dresden.
Metz studierte Chemie in Münster mit Diplom 1979 und Promotion bei Hans Jürgen Schäfer 1983. Als Post-Doktorand war er bei Barry Trost an der University of Wisconsin–Madison. 1991 habilitierte er sich in Münster und wurde nach Vertretungsprofessuren in Hamburg (1992/93) und Kiel (1994) dann 1996 Professor an der TU Dresden.
Er befasst sich mit der Totalsynthese biologisch relevanter Naturstoffe (Diterpene, Sesquiterpene, Morphine, Flavonoide,  Epidithiodiketopiperazine, Saragossasäuren, Makrodiolide), pericyclischen Reaktionen, Organometallkatalyse, der Darstellung und Synthese von Schwefelheterocyclen und Chemie unter extrem hohem Druck.
Er ist einer der Autoren des Organikums.

## Schriften
- Herausgeber: Stereoselective heterocyclic synthesis, 3 Bände, Springer 1997, 1998, 2001.